# Браунвальд
Браунвальд (нім. Braunwald) — село в громаді Гларус-Зюд, в кантоні Гларус, Швейцарія. До 2011 року Браунвальд був окремою громадою.
Населення становить 308 людей (31 грудня 2010 року).

## Географія
Браунвальд розташований на висоті 1 256 м.н.м. на гірській терасі над долиною Лінт, в якій розташовані села Лінталь та Рюті, в Гларнських Альпах.
З його загальної площі 10,13 км² (2006 р.), 43,7% — сільськогосподарська земля, 28,5% — ліси, 3,2% — забудова (будівлі або дороги) та 24,6% — непродуктивні (річки, гори, льодовики).

## Транспорт і туризм
З 1907 року з долини до села функціонує фунікулер (перепад висот 607 метрів). Браунвальд є одним з 9 сіл Швейцарії, які є членами GAST (Gemeinschaft Autofreier Tourismusorte), тобто заборонили використання приватного автотранспорту. Фунікулер забезпечує підйом як пасажирів, так і вантажу.
Гора Ортшток (2716,5 м.н.м. розташована у безпосередній близькості до Браунвальду і через панорамні види є популярним місцем відпочинку. На півночі Браунвальду розташовані три гори Еггшток (найвища — 2 455 м.н.м.), на яких створено Браунвальдську віа феррата з трьох частин.

## Галерея

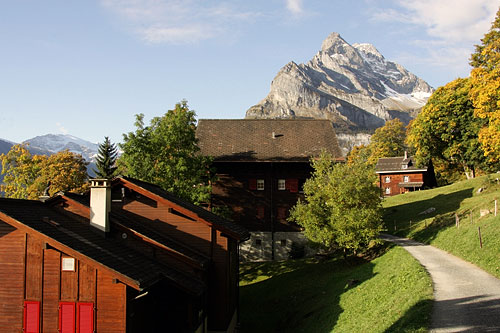
Браунвальд
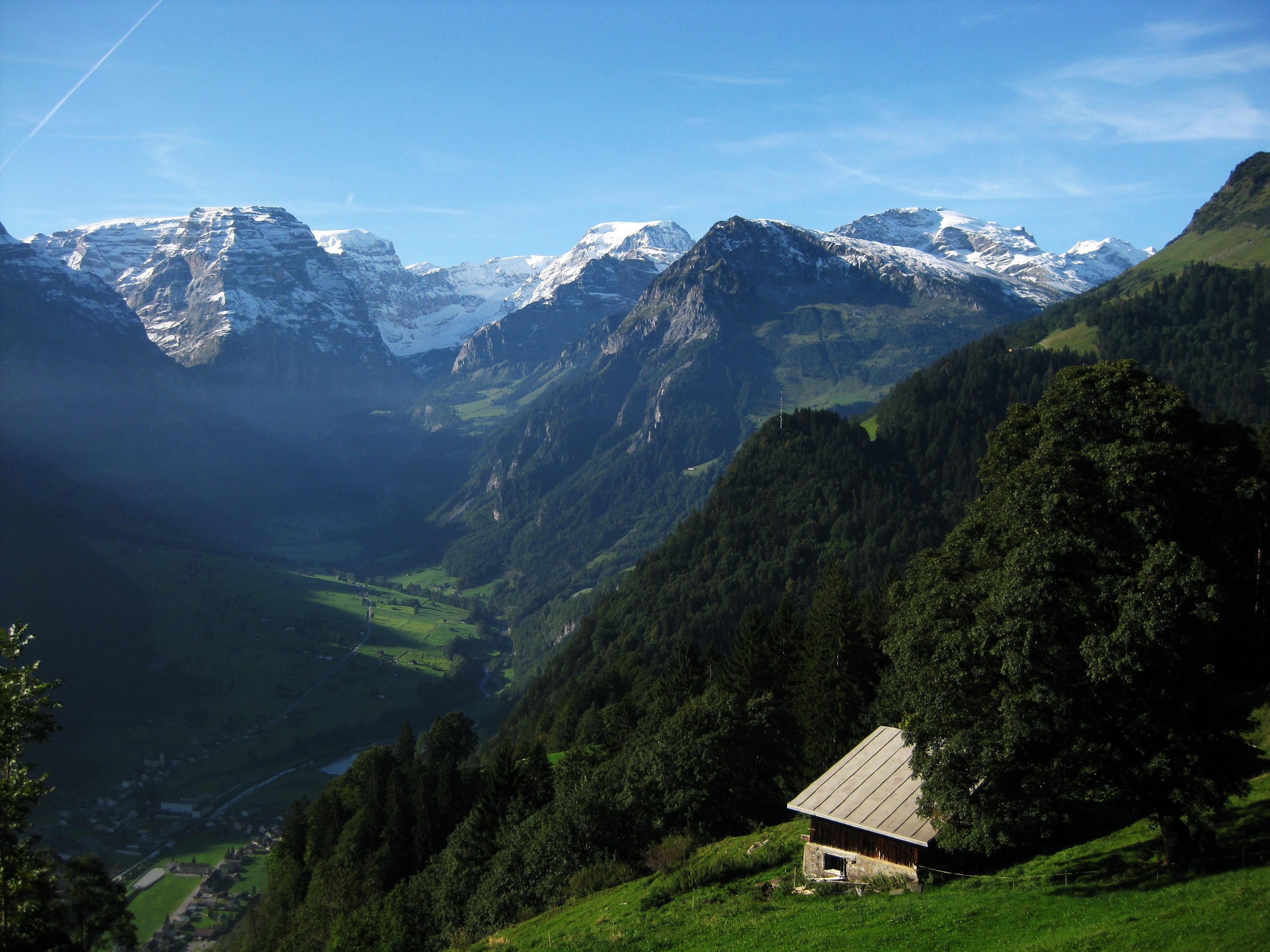
Вид від Браунвальду
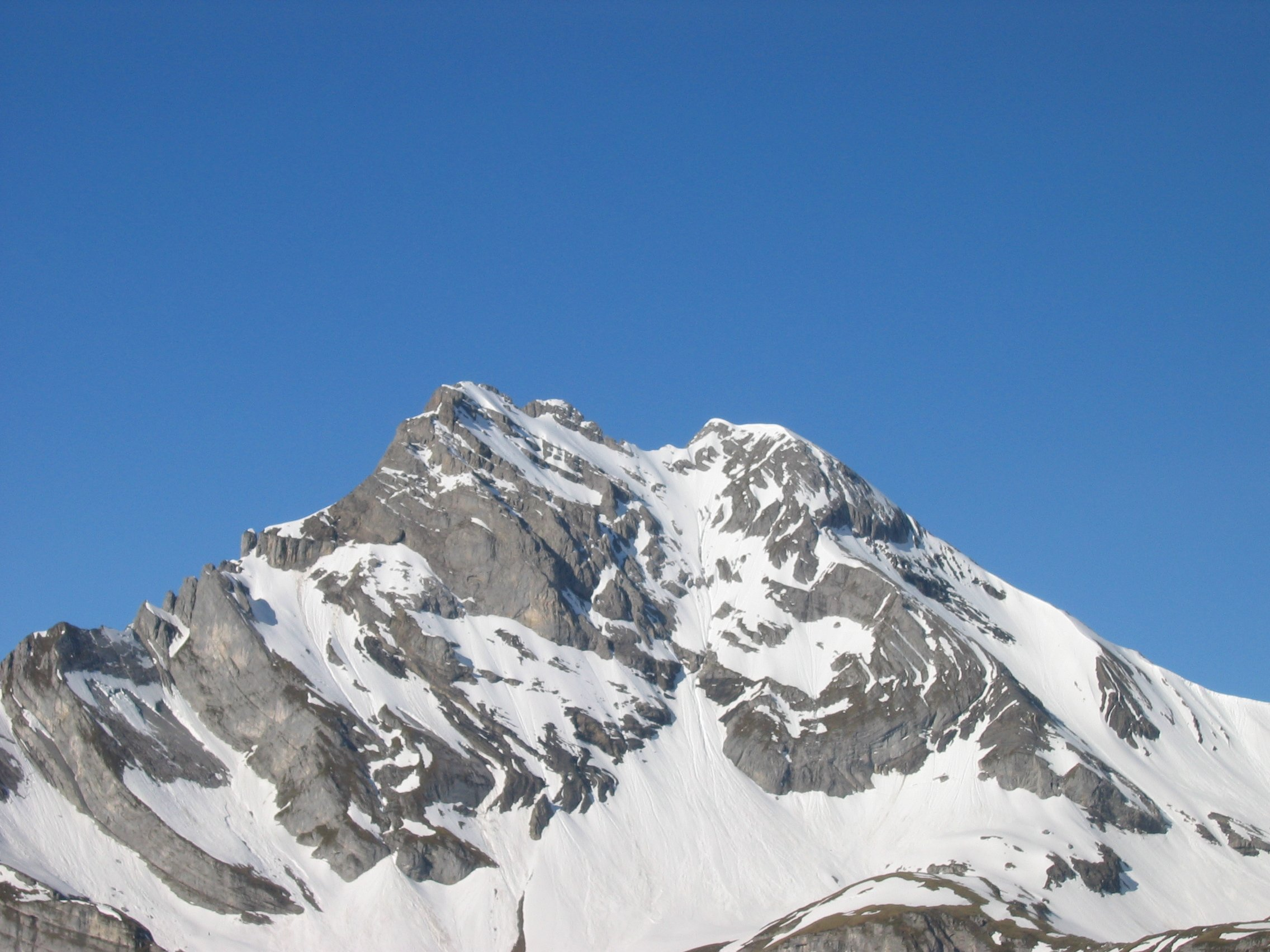
Гора Ортшток
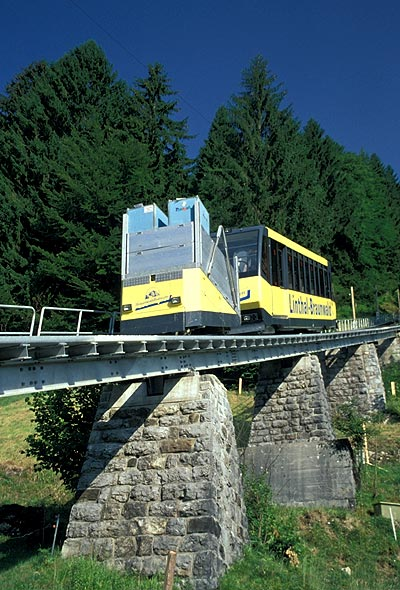
Фунікулер Браунвальд